# Umbaltal

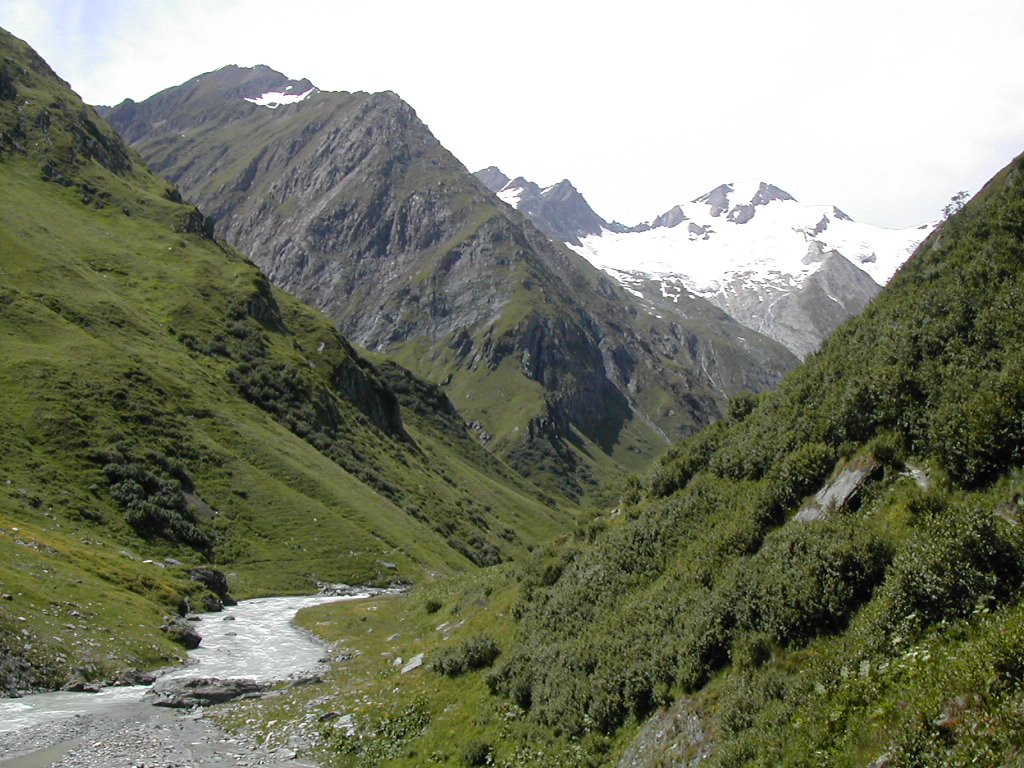
Umbaltal mit Blick auf Großen Schober und Rötspitze

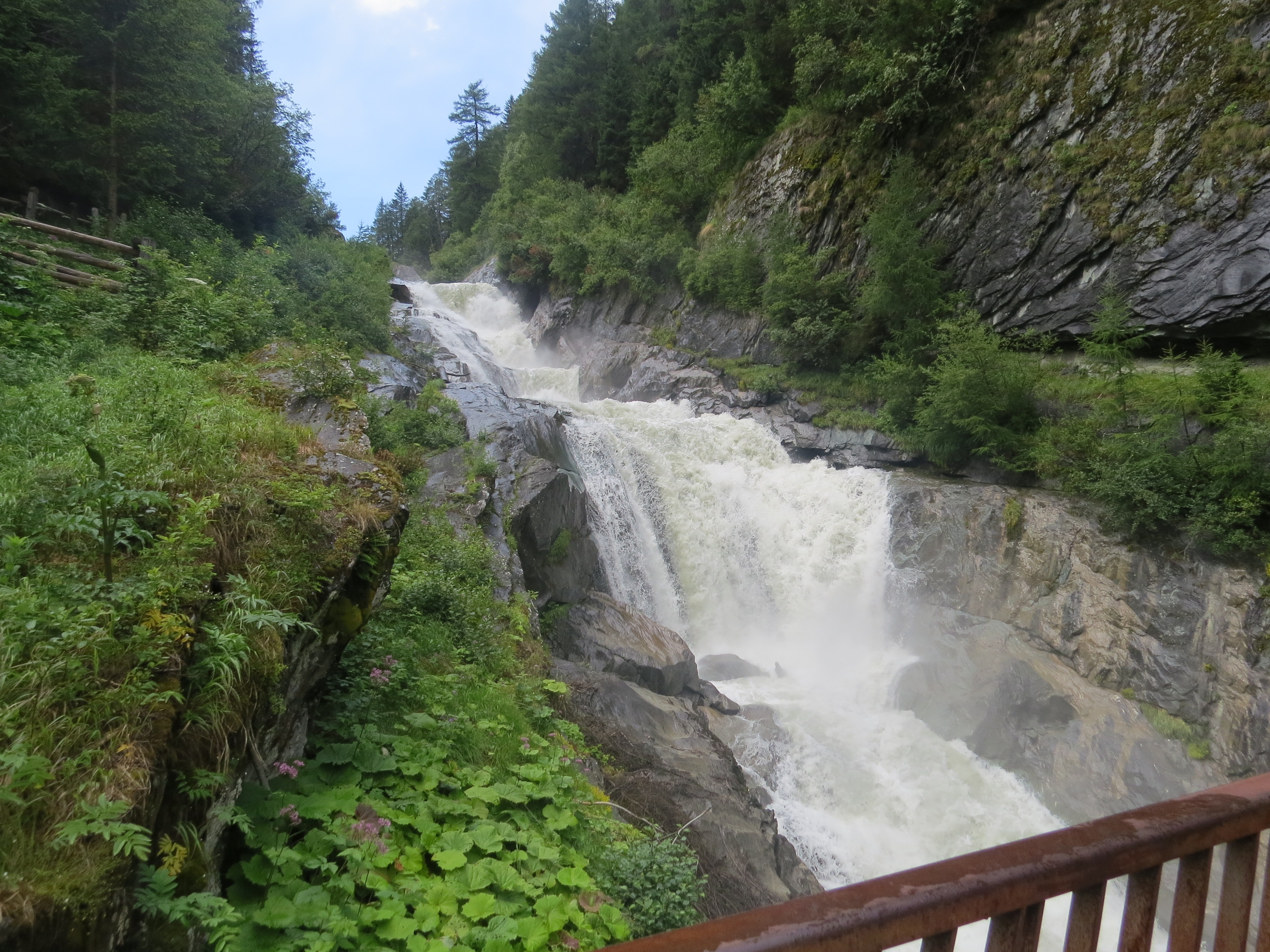
Umbalfälle

Das Umbaltal ist der hintere Abschnitt des Virgentals in Osttirol. Der Ortsteil Hinterbichl wird als Beginn des Umbaltals angesehen.
Der Oberlauf der Isel hat ganz hinten im Umbaltal als Umbalbach vom Umbalkees kommend seinen Ursprung. Das gesamte Gebiet liegt innerhalb des Nationalparks Hohe Tauern.
Öffentlich mit Kraftfahrzeugen befahrbar ist nur ein kurzes Teilstück im vorderen Teil des Tals bis Hinterbichl-Ströden. Erwähnenswert sind im vorderen Teil des Tals die Islitzer Alm und die Pebellalm, die bekannten Umbalfälle sowie im hinteren Teil die Clarahütte (Alpenvereinshütte auf 2035 m Höhe) sowie das Kleine-Philipp-Reuter-Biwak. Den markanten optischen Abschluss am Ende des Tals bildet die Rötspitze (3495 m).